# Windische Mark (Eichsfeld)
Die Windische Mark oder auch Wendische Mark bezeichnete ab dem Spätmittelalter einen  Landschaftsteil im südwestlichen Eichsfeld.

## Wendische Besiedlung in Thüringen und Hessen
Mit dem Untergang des Thüringer Königreiches siedelten sich slawische oder wendische Volksgruppen überwiegend östlich der Saale an. In der fränkischen Zeit kam es zu kriegerischen Auseinandersetzungen zwischen den fränkischen Herzögen und Markgrafen und den benachbarte Slawen. Die führte im 9. Jahrhundert zur Errichtung der sogenannten Sorbenmark. Es kam aber nicht nur zu kriegerischen Ereignissen, sondern auch zu einem friedlichen nebeneinander der Volksgruppen. In diesem Zusammenhang kam es vermutlich auch zu einer stärkeren Besiedlung mit Wenden oder Sorben in Nord- und Westthüringen und weiteren Gebieten. Die dauerhafte Verwendung von slawischen  Ortsnamen und kultureller Relikte (z. B. im Dialekt in der Vogtei) über einen längeren Zeitraum sprechen für einen überwiegend friedlichen Prozess. Ab dem 10. Jahrhundert kam es wieder zu vermehrten Feldzügen gegen die Slawen und auch zu Umsiedlungen von deren Bewohnern.
Zahlenmäßig größere Ansiedlungen mit eigenen Ortschaften, aber auch Zuwanderung in bestehende Orte erfolgte in einem großen Gebiet vom  Helmetal (Windehausen, Kleinwenden und Großwenden) über das obere Eichsfeld (Worbis, Thalwenden, Pfaffschwende) und die Mühlhäuser Gegend bis ins Werratal (Eschwege, Creuzburg, Heringen). Als Windische Mark wurden ab dem frühen Mittelalter verschiedene Gegenden bezeichnet,  die von Slawen oder Wenden bewohnt wurden.
Häufig wurden Wenden bei der Besiedlung von Klosterland und Königs- oder Reichsgütern als Landarbeiter verwandt. Das südwestliche Eichsfeld  als Teil der Germar-Mark war stark mit Königsland und Reichsgütern durchsetzt, wie in Mühlhausen, Eschwege und Frieda. In Eschwege befand sich Cyriakusstift Eschwege mit zahlreichen Besitzungen im Werratal und im angrenzenden Eichsfeld.

## Geschichte der Wenden im Eichsfeld
Besiedelt wurde das Eichsfeld im Norden durch sächsische und in der Mitte und im Süden durch thüringische Stämme, die bis in den heutigen Werra-Meißner-Kreis hineinreichte. Viele bestehende Ortsnamen, aber auch Wüstungsnamen deuten auf eine Ansiedlung von Wenden im Gebiet des Obereichsfeldes hin. Wann dies geschah, ist nicht genau bekannt, reicht aber mindestens in frühmittelalterliche Zeit.
Schriftliche Erwähnungen finden sich erstmals 1055, als das Martinstift in Heiligenstadt 10 halbe slawische Hufen in Thalwenden bekam.
Folgende Orts- und Wüstungsnamen weisen auf eine slawische Besiedlung hin (eine sichere Deutung der Ortsnamen ist aber nicht immer möglich):
- Wenden (Wüstung im Gericht Gerode)
- Wehnde
- Wintzingerode
- Worbis (Worbizze) und deren Ableitungen: Breitenworbis, Kirchworbis, Hugenworbis
- Wende(len)rode (Wüstung bei Niederorschel)
- Windische Gasse in Heiligenstadt
- Thalwenden mit benachbarten Wiegenswende, Allmenswend, Schwickschwende
- Windischen Luttera (Wüstung bei Lutter)
- Pfaffschwende
- Wendehausen

Einige Namensforscher bezweifeln aber auch die eindeutige Zuordnung der hiesigen „Wendischen/Wenigen/Winter“-Namen mit einer slawischen Besiedlung. So fehlen im Obereichsfeld im Gegensatz zum benachbarten Werratal häufig die mit einer Besiedlung auftretenden slawischen Flurnamen. Vermutet wird auch eine mittelhochdeutsche Ableitung für die Birke, wie Wunne, Wünne und Winter (Wunne/Win für Futter- oder Viehweide oder Weideland). Die Birke war eine weit verbreitete Baumart in den eichsfelder Wäldern und ein häufiger Namensgeber für Orte, Berge und Flüsse. Orte mit der Endung -schwende verweisen eher auf das althochdeutsche swand/swendi, was Rodungstelle für Weide- oder Ackerland bedeutet.

## Windische Mark
Als Windische Mark wurde ein Gebiet im südwestlichen Eichsfeld erst in spätmittelalterlicher Zeit bezeichnet. Sie befand sich in dem heutigen südlichen Landkreis Eichsfeld und westlichen Unstrut-Hainich-Kreis an der Landesgrenze zum hessischen Werra-Meißner-Kreis. Eine genaue Abgrenzung ist nicht bekannt, sie reichte vermutlich von Ershausen im Rosoppetal im Nordwesten über Geismar, Lengenfeld unterm Stein im Friedatal bis zum historischen Landgraben bei Faulungen im Südosten. Die Windische Mark war Teil der Germarmark entsprach dem Kerngebiet des Burgbezirkes der Stein und dem späteren kurmainzischen Amtes Bischofstein. Die windische Mark wurde zu einem späteren Zeiten nach Südosten bis in die Gegend von Diedorf, Wendehausen ausgedehnt, möglicherweise auch darüber hinaus. Sie war kein Amtsbezirk.
Der Erzbischof von Mainz belehnter die Herren von Hanstein vom 14. bis zum 17. Jahrhundert mit der Wendischen Mark (das Burglehen der unteren Burg Stein mit ihren Zubehörungen) und mit Gütern in Ershausen und Geismar, die vorher im Besitz der Herren von Ershausen waren. Dazu kam Güter in Großtöpfer, die sie von denen von Töpfer bekommen haben.  Die Gesamtheit der Hansteinschen Lehen in dem Gebiet von Lengenfeld bis nach Ershausen (im Jahr 1673 waren es 20 Stück) hieß „Windischen Mark“. Es wurde eine Wendische Kolonie in 14 Ortschaften der Hansteiner im Obereichsfeld erwähnt, allerdings wurden die betreffenden Orte nicht genannt.